# Tour First
Tour First (znany także jako "Tour AXA", oraz "Tour Assur" w latach 1998-2007) – wieżowiec na terenie trzech gmin Nanterre, Courbevoie i Puteaux w departamencie Hauts-de-Seine
Budynek został otwarty w 1974 roku, wówczas posiadał 39 kondygnacji, oraz 159 metrów wysokości. Ogólny wygląd i plan wieży nawiązuje do kształtu trójramiennej gwiazdy, kąt zawarty pomiędzy każdym z ramion wynosi 120 stopni. Od roku 2007 prowadzone były prace renowacyjne budynku na większą skalę polegające na zwiększeniu jego wysokości do 225 metrów i 56 kondygnacji, jego powierzchnia wzrosła z 68.000 m² do 87.707 m², zmianie uległa również elewacja. Ostatnie prace przy przebudowie obiektu trwały do 2010 roku, lecz nowe otwarcie miało miejsce w 2011 roku. Budynek jest obecnie najwyższym wieżowcem w Paryżu.